# Hegesias z Kyrény
Hegesias (řecky:Ἡγησίας) z Kyrény byl filozofem kyrénské školy, žijící pravděpodobně kolem roku 300 před naším letopočtem.
Díogenés Laertios jej zmiňuje jako žáka Paraebátova, který byl žákem Antipatera z Kyrény, žáka Aristippova (435-360 př. n. l.). Byl spolužákem Annikera, od kterého se však odlišoval velice pesimistickým výkladem systému, který Annikeris zjemňoval a vylepšoval.

Následoval Aristippa v myšlence, že slast je předmětem lidské touhy. Jeho pohled na lidský život byl ale velmi skličující a jeho praktické dedukce ze zásad kyrénské školy ničily jak dobro, tak štěstí. O štěstí řekl, že by nemělo být cílem, protože není dosažitelné a tedy, uzavírá, by se jediným předmětem moudrého člověka mělo stát zbavení se nepohodlí; redukuje celý lidský život na pouhé požitky smyslů. Stejně tak, protože každý člověk je soběstačný, všechen vnější majetek byl zavrhnut, protože nebyl skutečným zdrojem slasti. Stejně zachází i s rodinnými city a štědrostí. Z toho vyvozuje, že by člověk měl dbát jen sám sebe, jakékoliv konání je nedůležité, a pokud je takové chování, pak je i život samotný nedůležitý. V takovém případě však život není o nic lepší než smrt.
Blaženost je prý zcela nemožná, neboť tělo postihují mnohé útrapy, které duše prožívá spolu s tělem, a je proto zmítána nepokojem; mimo to osud překáží splnění mnoha našich nadějí, takže vlastně blaženosti nelze dosáhnout. Je žádoucí jak život, tak i smrt. (...) Pro nerozumného je prý život prospěšný, pro rozumného však je něčím, na čem nezáleží. (...) Moudrý se nebude ani tak zabývat tím, jaké dobro si má zvolit, jako spíše tím, jak by unikl zlu, protože si klade za cíl život bez námahy a strasti...
Diogenes Laertios, Životy, názory a výroky proslulých filosofů, ze statě o hegesiovcích
 Toto tvrzení je ovšem slabší než to pocházející od Cicerona, který říká, že Hegesias napsal knihu jménem Smrt vyhladověním (řecky:ἀποκαρτερῶν, Apokarterón), ve které je představen muž, který se rozhodne vyhladovět a vysvětluje svým přátelům, že smrt je vlastně příjemnější než život, přičemž používá natolik ponurý a mocný popis lidských strastí, že mnoho lidí po přečtení tohoto spisu dohnal k sebevraždě. Z tohoto důvodu se autorovi začalo přezdívat Přemlouvač ke smrti (Peisithanatos). Tuto knihu publikoval v Alexandrii, kde však bylo v důsledku toho jeho učení zakázáno králem Ptolemaiem II.